# Lockheed Modell 10
Die Lockheed Model 10 Electra war ein zweimotoriges Ganzmetallflugzeug des US-amerikanischen Herstellers Lockheed, ausgelegt als Tiefdecker mit einziehbarem Spornradfahrwerk. 

## Geschichte
Lockheed war in den schweren Jahren der Weltwirtschaftskrise nach 1929 in seiner Existenz bedroht und sah sich nach dem Erscheinen der Boeing 247 und Douglas DC-2 gezwungen, alle noch verfügbaren Mittel in die Entwicklung einer neuen, der Konkurrenz gleichwertigen Flugzeuggeneration zu investieren. Als erster der neuen Entwürfe erschien Ende 1933 ein zweimotoriges, glattbeplanktes und mit einem doppelten Seitenleitwerk versehenes Flugzeug mit der Bezeichnung Lockheed 10 und dem Namen Electra. Das neue Modell war zur schnellen und wirtschaftlichen Beförderung von zehn Passagieren und Gepäck vorgesehen. Es ähnelte in seiner Erscheinung der Boeing 247, konnte auch die gleiche Anzahl Passagiere befördern wie das Konkurrenzmuster, war aber kleiner in den Abmessungen. Dafür war die Electra aber schneller, hatte eine größere Reichweite bei größerer Dienstgipfelhöhe und war vor allem preiswerter als das Modell der Konkurrenz.
Der geschäftliche Erfolg stellte sich umgehend ein, und noch vor dem Erstflug lagen Bestellungen für sieben Maschinen von Northwest Airlines und Pan American World Airways vor. Der Prototyp mit der Registrierung X233Y startete in Burbank (Kalifornien) am 23. Februar 1934 zu seinem erfolgreichen Erstflug. Als erster Kunde stellte Northwest Airlines die Electra im August 1934 in Dienst, nachdem seit Juni 1934 Streckenerprobungsflüge mit dem neuen Muster durchgeführt worden waren. Zu diesem Zeitpunkt lagen bereits Bestellungen für 22 Maschinen vor. Einschließlich einer kleinen Zahl C-36 für das US Army Air Corps (USAAC) und die US Navy (USN) wurden insgesamt 149 Electra gebaut.
Nicht nur die meisten der großen amerikanischen Fluggesellschaften erwarben die Electra, sondern auch Fluggesellschaften in Großbritannien und dem Commonwealth, Kontinentaleuropa, und Südamerika hatten dieses Flugzeug in ihren Flottenbeständen. Auch konnte das Muster mehrere Rekordflüge verzeichnen. Beispielsweise unternahm Amelia Earhart kurz vor ihrem 40. Geburtstag den Versuch als erster Mensch die Erde am Äquator zu umrunden. Als Flugzeug stand ihr eine Electra 10-E zur Verfügung, bei diesem Versuch ist Amelia Earhart im Juli 1937 verschollen und wurde für tot erklärt.
Von der Electra gab es drei Grundausführungen: Das Modell 10A war mit 400 PS (294,2 kW) Pratt & Whitney R-985 (Wasp Junior) SB2-Motoren, das Modell 10B mit 420 PS (308,9 kW) Wright R-975-E3 Whirlwind-Motoren ausgerüstet. Die letzte Version, das Modell 10E erhielt als Antrieb 600 PS (450 kW) R-1340-S3H1 Wasp-Motoren und zusätzliche Treibstofftanks für eine größere Reichweite.
Die Erstbetreiber der Model 10 waren folgende Fluggesellschaften:
- USA: Northeast Airlines, Delta Air Lines, Eastern Air Lines, Mid-Continent Airlines, National Airlines, Northwest Airlines, Pan American World Airways und Pacific Alaska Airlines;
- Kanada: Trans Canada Air Lines
- Lateinamerika: Compañia Mexicana de Aviación, Linea Aeropostal Venezolana, Panair do Brasil und KLM Westindies;
- Australien & Pazifik: MacRobertson-Miller Aviation (MMA), Guinea Airways und Union Airways
- Europa: British Airways, LOT, LARES und Aeroput.

British Airways stellte ihre Maschinen im März 1937 auf der Wiking-Postlinie Croydon–Hamburg–Kopenhagen–Malmö–Stockholm in Dienst, setzte sie aber auch zwischen Croydon und Le Bourget ein. Viele der zivilen Electra wurden während des Zweiten Weltkriegs beschlagnahmt und flogen für das USAAC und die Royal Air Force (RAF). Einige nach Rumänien entkommene Maschinen der polnischen LOT wurden später von der rumänischen Regierung dem Bündnispartner Deutschland zur Verfügung gestellt, der sie in verschiedene Transportverbände der Luftwaffe eingliederte.
1936 wandte sich Lockheed der Entwicklung einer verkleinerten Electra-Version zu, die für den Zubringer- und Geschäftsflugzeugmarkt bestimmt war und als Lockheed Model 12 bezeichnet wurde.

## Technische Daten

Dreiseitenriss

Lockheed Modell 10/12 Electra:
| Kenngröße            | Daten                                                                                            |
| -------------------- | ------------------------------------------------------------------------------------------------ |
| Besatzung            | 2                                                                                                |
| Passagiere           | 12                                                                                               |
| Länge                | 11,75 m                                                                                          |
| Spannweite           | 16,75 m                                                                                          |
| Höhe                 | 3,05 m                                                                                           |
| max. Startmasse      | 4670 kg                                                                                          |
| Antrieb              | zwei luftgekühlte 9-Zylinder-Sternmotoren Pratt & Whitney Wasp Junior SB2 mit je 400 PS (294 kW) |
| Reisegeschwindigkeit | 300 km/h                                                                                         |
| Reichweite           | 1300 km                                                                                          |
| Dienstgipfelhöhe     | 6100 m                                                                                           |